# 5444 Gautier
Az 5444 Gautier (ideiglenes jelöléssel 1991 PM8) a Naprendszer kisbolygóövében található aszteroida. Henry Holt fedezte fel 1991. augusztus 5-én.